# Lac Fontbonne
Ne doit pas être confondu avec Lac de Fonbonne.
Pour les articles homonymes, voir Fontbonne.
Le lac Fontbonne est un plan d'eau douce situé surtout dans la municipalité de Preissac, dans la municipalité régionale de comté (MRC) de Abitibi, dans la région administrative de l'Abitibi-Témiscamingue, au Québec, au Canada.
La foresterie s’avère la principale activité économique du secteur ; les activités récréotouristiques arrivent en second, particulièrement la navigation de plaisance à cause de la connexité des lacs Chassignolle, Preissac et Cadillac. En sus, les rivières avoisinantes permettent à la navigation de plaisance d’aller encore plus loin.
Annuellement, la surface du lac est généralement gelée de la mi-novembre à la fin avril, néanmoins, la période de circulation sécuritaire sur la glace est habituellement de la mi-décembre à la mi-avril.

## Géographie
Les bassins versants voisins du lac Fontbonne sont :
- côté Nord : rivière Kinojévis, rivière Villemontel, ruisseau Grenier ;
- côté Est : lac Preissac, lac Cadillac (lac Preissac), rivière Harricana, lac Malartic ;
- côté Sud : lac Chassignolle, lac Preissac ;
- côté Ouest : lac La Pause, rivière La Pause.

Le lac Fontbonne est entouré du côté Nord-Est et Nord-Ouest par des plaines. Tandis qu’une montagne de plus de 400 m d’altitude est situé du côté Ouest, soit entre le lac Preissac et le lac Fontbonne.
Le lac Fontbonne est alimenté surtout par la rivière La Pause et par quatre ruisseaux. Une grande presqu'île rattachée à la rive Est s'avance vers le Sud-Ouest et crée la Baie Indienne. Le lac Fontbonne comporte environ quatre petites îles. L’embouchure du lac est située au Sud-Ouest où un détroit de 0,3 km le relie au lac Chassignolle.
L’embouchure du lac Fontbonne est situé à 42,8 km au Nord-Est du centre-ville de Rouyn-Noranda ; à 53,7 km au Nord-Ouest de la ville de Val-d’Or ; à 11,9 km au Sud-Ouest du centre du village de Preissac.
Le lac Fontbonne fait partie d'un ensemble de plans d'eau interconnectés (altitude : 291 m) : lac Fontbonne, lac Chassignolle, lac Kapitagama, lac Cadillac (lac Preissac) et lac Preissac. Ce dernier se déverse par sa rive Nord-Ouest dans la rivière Kinojévis, un affluent de la rive Nord de la partie supérieure de la rivière des Outaouais.

## Toponymie
La désignation « Fontbonne » est indiquée sur une carte de 1929. Cet hydronyme évoque l’œuvre de vie de Louis Resoineau de Fontbonne (1705-1759), lieutenant-colonel du régiment de Guyenne. Il décéda en 1759 lors de la bataille des plaines d’Abraham.
L'hydronyme lac Fontbonne a été officialisé le 5 décembre 1968 à la Commission de toponymie du Québec, soit à la création de la Commission.